# 班巴拉莫德
班巴拉莫德（法語：Bambara Maoudé），是馬里的城鎮，位於該國北部，由通布圖區的古馬拉魯省負責管轄，面積1,370平方公里，海拔高度261米，2009年人口16,864，人口密度每平方公里12人。
15°51′7″N 2°47′10″W / 15.85194°N 2.78611°W